# Balloy
Balloy est une commune française située dans le département de Seine-et-Marne en région Île-de-France.

## Géographie

### Localisation
La commune est située au sud-est du département de Seine-et-Marne, en rive gauche dans la vallée de la Seine, en limite du département de l'Yonne.
Le village est respectivement à neuf et vingt-cinq kilomètres au sud-ouest de Bray-sur-Seine et Provins.

### Communes limitrophes
| Châtenay-sur-Seine | Égligny         | Vimpelles         |
| Gravon             | Balloy          | Bazoches-lès-Bray |
|                    | Vinneuf (Yonne) |                   |

### Géologie et relief
La commune est classée en zone de sismicité 1, correspondant à une sismicité très faible.

### Hydrographie

#### Réseau hydrographique

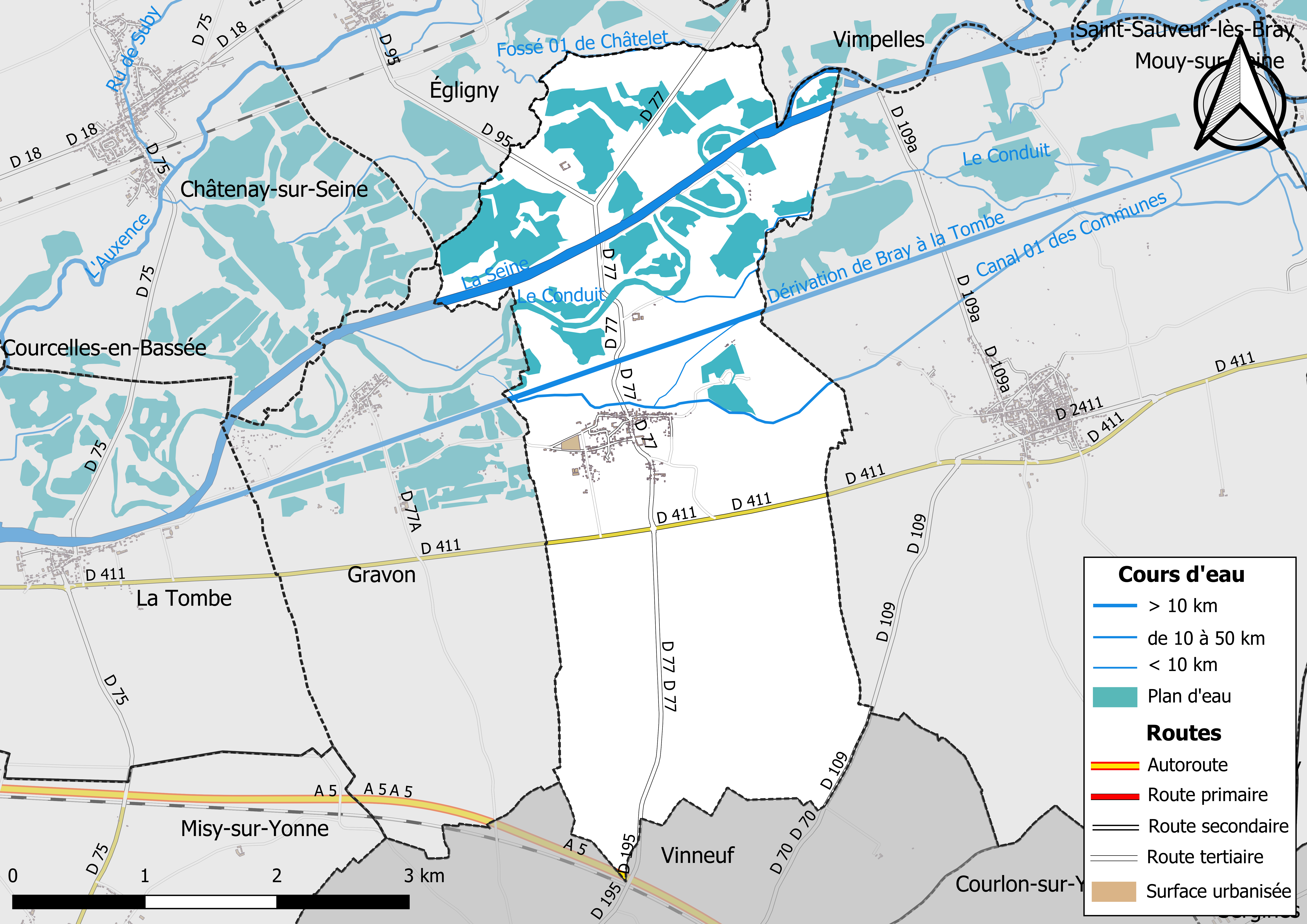
Carte des réseaux hydrographique et routier de Balloy.

Le réseau hydrographique de la commune se compose de sept cours d'eau référencés :
- la Seine, fleuve long de 774,76 km[2] ;
  - le Conduit, 7,47 km[3], affluent de la Seine ;
    - un bras de 0,38 km[4], qui conflue avec le Conduit ;
- le canal de Bray à la Tombe, long de 10,12 km[5], ancien canal de dérivation de Bray à la Tombe (désaffecté depuis 1979) ;
  - le canal 01 des Communes, 8,5 km[6], qui conflue avec le canal de Bray à la Tombe ;
    - un bras de 1,03 km[7],[Note 1], qui conflue avec le canal 01 des Communes ;
- le fossé 01 de Châtelet, 1,90 km[8].

La longueur totale des cours d'eau sur la commune est de 12,68 km.

#### Gestion des cours d'eau
Afin d’atteindre le bon état des eaux imposé par la Directive-cadre sur l'eau du 23 octobre 2000, plusieurs outils de gestion intégrée s’articulent à différentes échelles : le SDAGE, à l’échelle du bassin hydrographique, et le SAGE, à l’échelle locale. Ce dernier fixe les objectifs généraux d’utilisation, de mise en valeur et de protection quantitative et qualitative des ressources en eau superficielle et souterraine. Le département de Seine-et-Marne est couvert par six SAGE, au sein du bassin Seine-Normandie.
La commune fait partie du SAGE « Bassée Voulzie », en cours d'élaboration en décembre 2020. Le territoire de ce SAGE concerne 144 communes dont 73 en Seine-et-Marne, 50 dans l'Aube, 15 dans la Marne et 6 dans l'Yonne, pour une superficie de 1 710 km2. Le pilotage et l’animation du SAGE sont assurés par Syndicat Mixte Ouvert de l’eau potable, de l’assainissement collectif, de l’assainissement non collectif, des milieux aquatiques et de la démoustication (SDDEA), qualifié de « structure porteuse ». Cet organisme intervient sur deux compétences gérées aux niveaux des bassins hydrographiques et global : la Gestion des milieux aquatiques et prévention des inondations (GeMAPI) et la démoustication.

### Climat
Pour des articles plus généraux, voir Climat de l'Île-de-France et Climat de Seine-et-Marne.
En 2010, le climat de la commune est de type climat océanique dégradé des plaines du Centre et du Nord, selon une étude du CNRS s'appuyant sur une série de données couvrant la période 1971-2000. En 2020, Météo-France publie une typologie des climats de la France métropolitaine dans laquelle la commune est exposée à un climat océanique altéré et est dans la région climatique Nord-est du bassin Parisien, caractérisée par un ensoleillement médiocre, une pluviométrie moyenne régulièrement répartie au cours de l’année et un hiver froid (3 °C).
Pour la période 1971-2000, la température annuelle moyenne est de 11,1 °C, avec une amplitude thermique annuelle de 16 °C. Le cumul annuel moyen de précipitations est de 692 mm, avec 11,4 jours de précipitations en janvier et 7,3 jours en juillet. Pour la période 1991-2020, la température moyenne annuelle observée sur la station météorologique la plus proche, située sur la commune de La Brosse-Montceaux à 11 km à vol d'oiseau, est de 12,0 °C et le cumul annuel moyen de précipitations est de 652,9 mm,. Pour l'avenir, les paramètres climatiques de la commune estimés pour 2050 selon différents scénarios d'émission de gaz à effet de serre sont consultables sur un site dédié publié par Météo-France en novembre 2022.

### Milieux naturels et biodiversité

#### Réseau Natura 2000

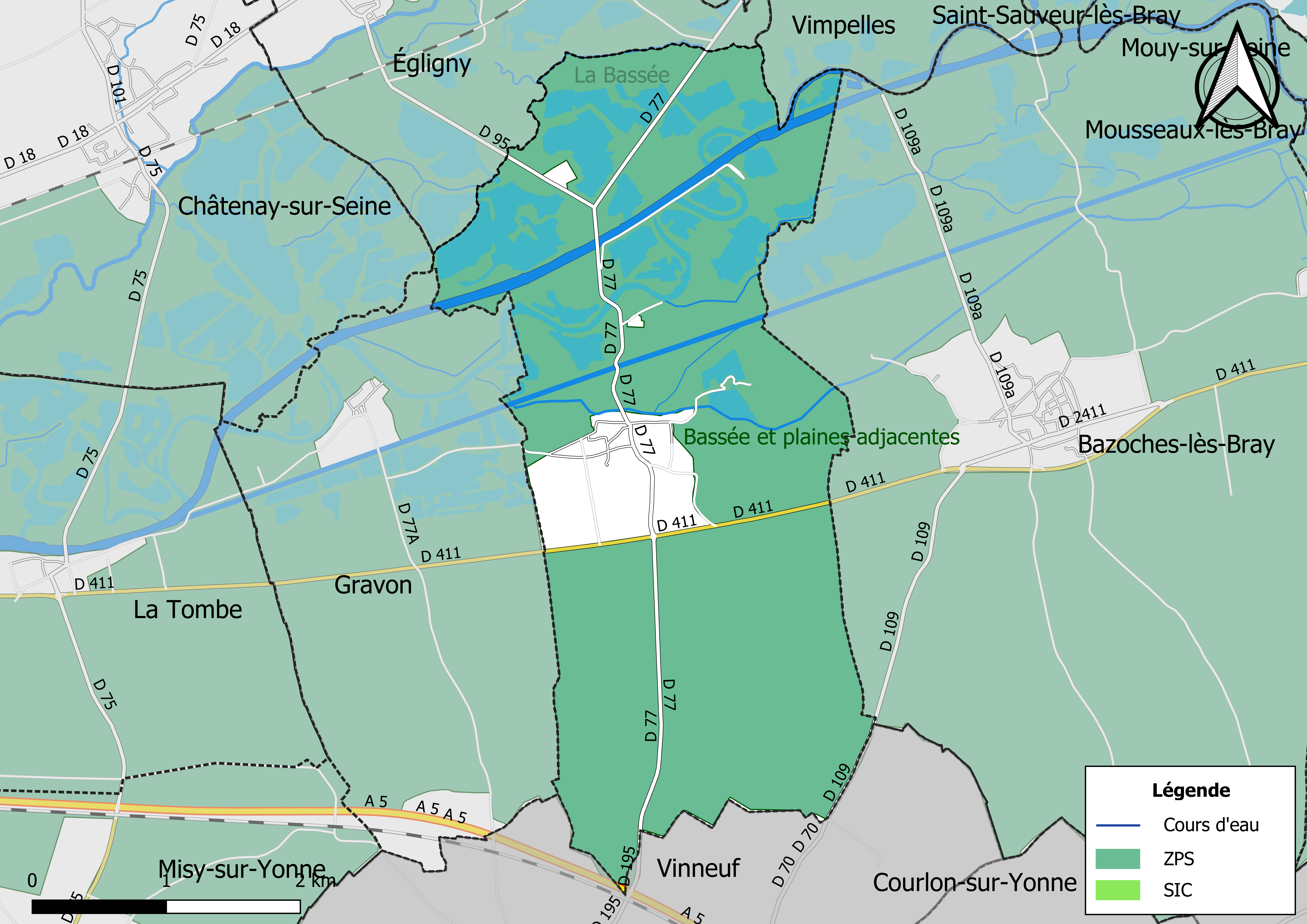
Sites Natura 2000 sur le territoire communal.

Le réseau Natura 2000 est un réseau écologique européen de sites naturels d’intérêt écologique élaboré à partir des Directives « Habitats » et « Oiseaux ». Ce réseau est constitué de Zones spéciales de conservation (ZSC) et de Zones de protection spéciale (ZPS). Dans les zones de ce réseau, les États Membres s'engagent à maintenir dans un état de conservation favorable les types d'habitats et d'espèces concernés, par le biais de mesures réglementaires, administratives ou contractuelles.
Un site Natura 2000 a été défini sur la commune au titre de la « directive Habitats » :
- la « Bassée », d'une superficie de 1 403 ha, une vaste plaine alluviale de la Seine. Elle abrite la plus grande et l’une des dernières forêts alluviales du Bassin parisien ainsi qu’un ensemble relictuel de prairies humides[21],[22] ;

et un au titre de la « directive Oiseaux » :
- la « Bassée et plaines adjacentes », d'une superficie de 27 643 ha, une vaste plaine alluviale de la Seine bordée par un coteau marqué au nord et par un plateau agricole au sud. Elle abrite une importante diversité de milieux qui conditionnent la présence d’une avifaune très riche[23],[24].

#### Zones naturelles d'intérêt écologique, faunistique et floristique
L’inventaire des zones naturelles d'intérêt écologique, faunistique et floristique (ZNIEFF) a pour objectif de réaliser une couverture des zones les plus intéressantes sur le plan écologique, essentiellement dans la perspective d’améliorer la connaissance du patrimoine naturel national et de fournir aux différents décideurs un outil d’aide à la prise en compte de l’environnement dans l’aménagement du territoire.
Le territoire communal de Balloy comprend cinq ZNIEFF de type 1, :
- la « héronnière de Gravon » (54,46 ha), couvrant 2 communes du département[26] ;
- les « plans d'eau de Chancelard » (123,65 ha), couvrant 2 communes du département[27] ;
- les « plans d'eau de Gravon » (28,62 ha), couvrant 2 communes du département[28] ;
- les « plans d'eau de la Ferme de Roselle » (79,85 ha)[29] ;
- les « Zones humides de Champmorin » (171,05 ha), couvrant 2 communes du département[30] ;

et un ZNIEFF de type 2,, la « vallée de la Seine entre Montereau et Melz-sur-Seine (Bassee) » (14 216,75 ha), couvrant 26 communes du département.

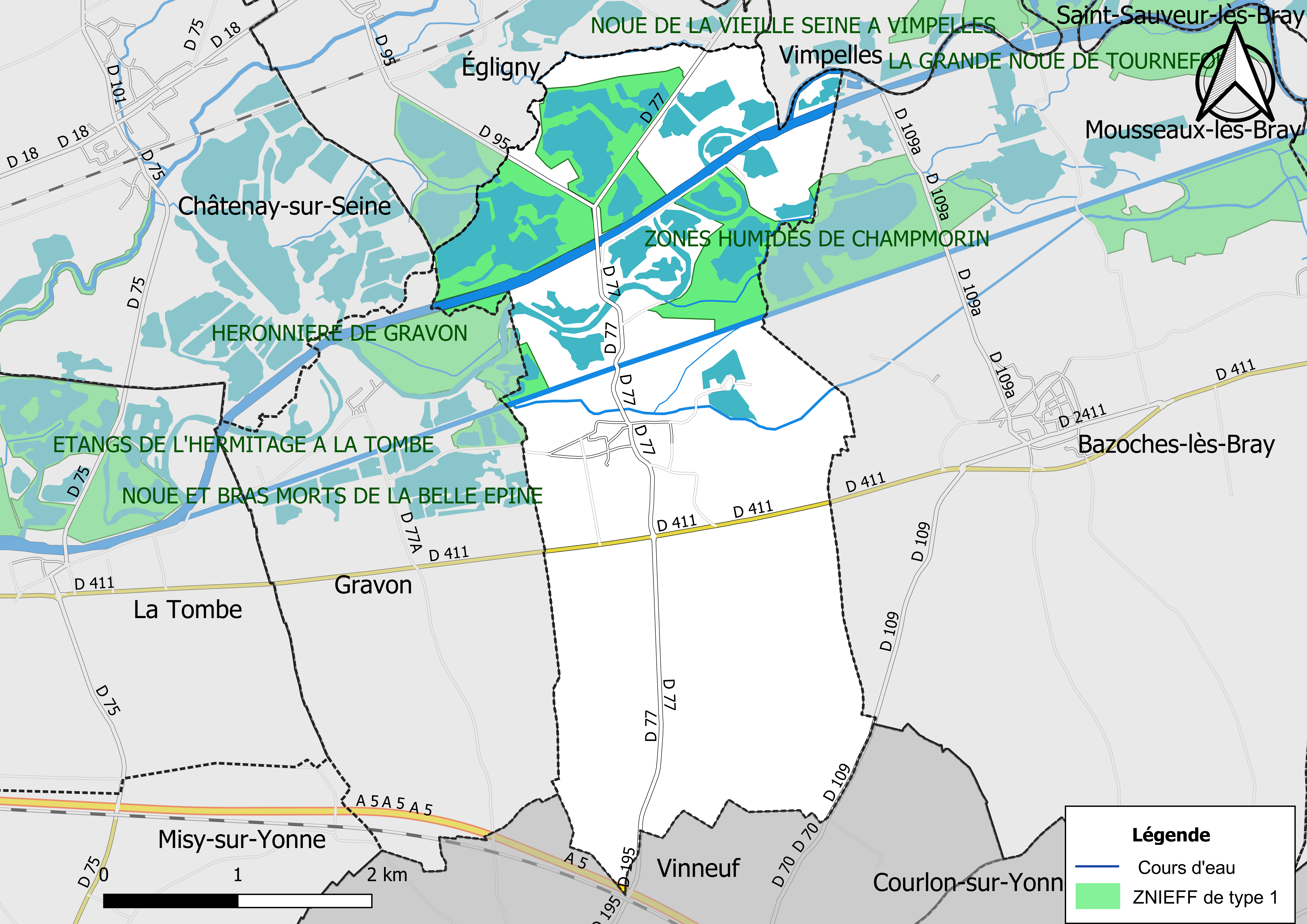
Carte des ZNIEFF de type 1 de la commune.
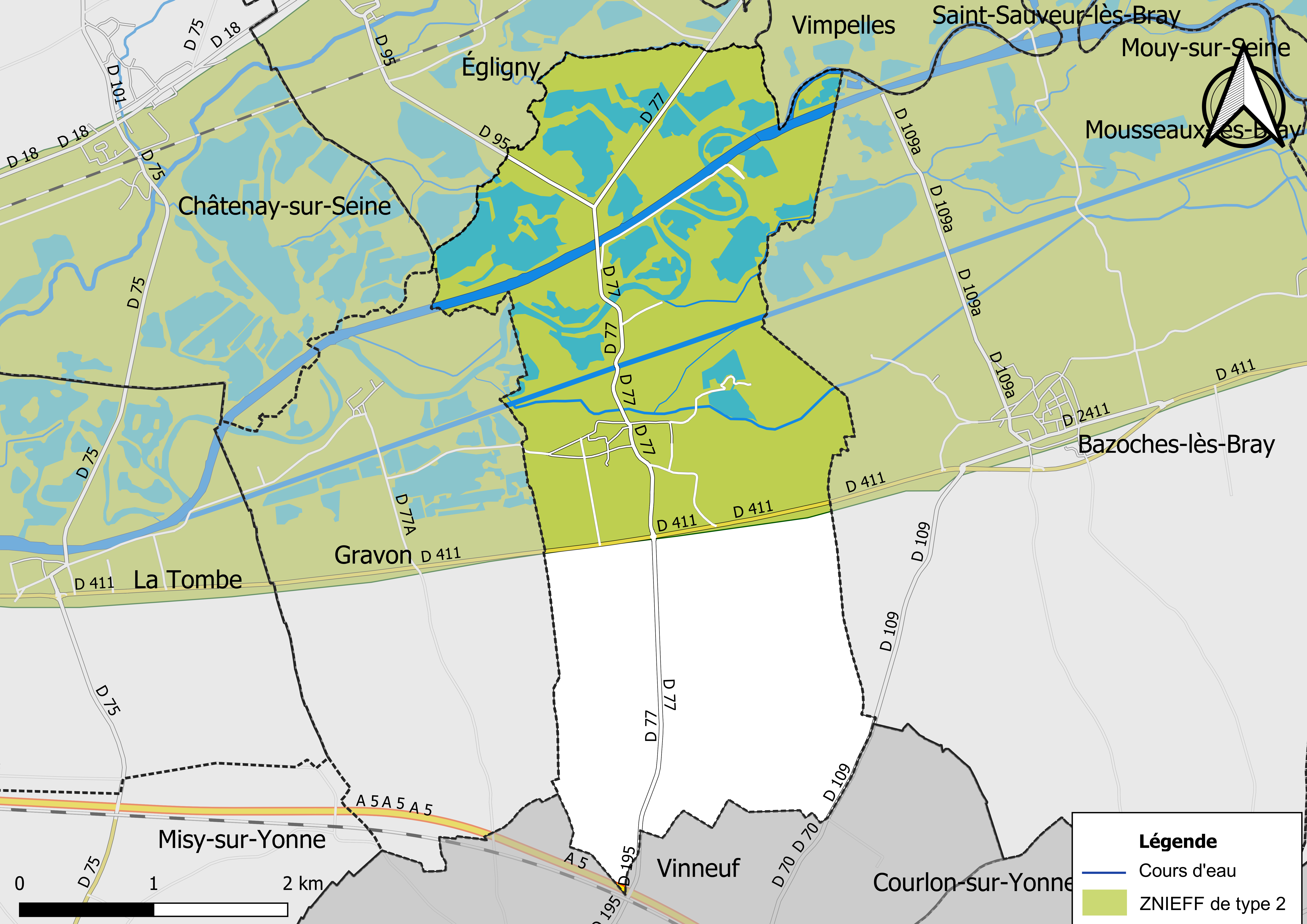
Carte des ZNIEFF de type 2 de la commune.

## Urbanisme

### Typologie
Au 1er janvier 2024, Balloy est catégorisée commune rurale à habitat dispersé, selon la nouvelle grille communale de densité à sept niveaux définie par l'Insee en 2022.
Elle est située hors unité urbaine. Par ailleurs la commune fait partie de l'aire d'attraction de Paris, dont elle est une commune de la couronne,. Cette aire regroupe 1 929 communes,.

### Lieux-dits, écarts et quartiers
La commune compte 89 voies dont 75 lieux-dits administratifs répertoriés.
Les plus importants sont : Sigy, Maison de la Seine (ferme).

### Occupation des sols
L'occupation des sols de la commune, telle qu'elle ressort de la base de données européenne d’occupation biophysique des sols Corine Land Cover (CLC), est marquée par l'importance des territoires agricoles (55,2 % en 2018), en diminution par rapport à 1990 (69,9 %). La répartition détaillée en 2018 est la suivante : terres arables (52,5% ), eaux continentales (26,2% ), forêts (8,5% ), milieux à végétation arbustive et/ou herbacée (4,7% ), mines, décharges et chantiers (3% ), zones agricoles hétérogènes (2,8% ), zones urbanisées (2,2 %).
Parallèlement, L'Institut Paris Région, agence d'urbanisme de la région Île-de-France, a mis en place un inventaire numérique de l'occupation du sol de l'Île-de-France, dénommé le MOS (Mode d'occupation du sol), actualisé régulièrement depuis sa première édition en 1982. Réalisé à partir de photos aériennes, le Mos distingue les espaces naturels, agricoles et forestiers mais aussi les espaces urbains (habitat, infrastructures, équipements, activités économiques, etc.) selon une classification pouvant aller jusqu'à 81 postes, différente de celle de Corine Land Cover,,. L'Institut met également à disposition des outils permettant de visualiser par photo aérienne l'évolution de l'occupation des sols de la commune entre 1949 et 2018.

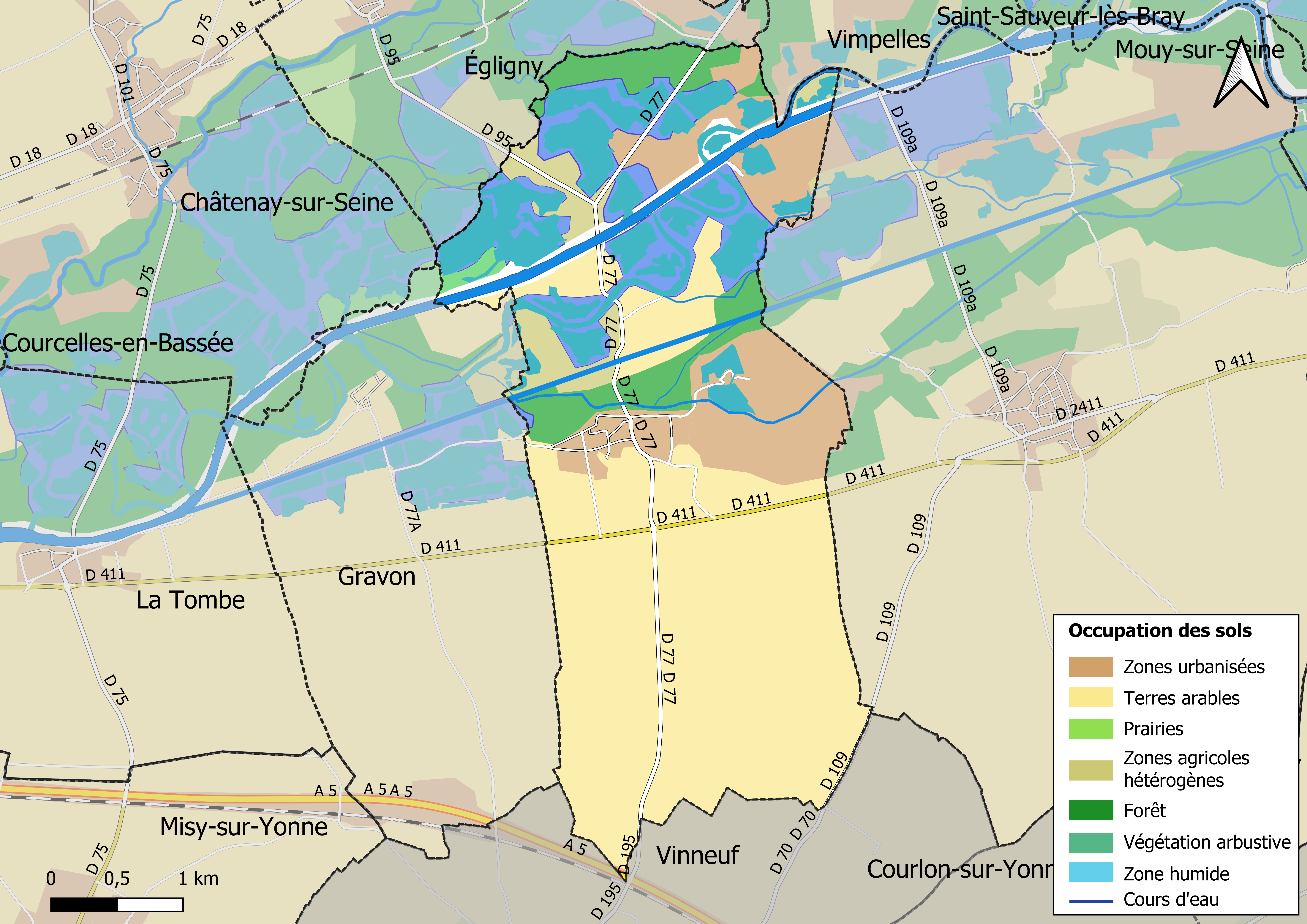
Carte des infrastructures et de l'occupation des sols en 2018 (CLC) de la commune.
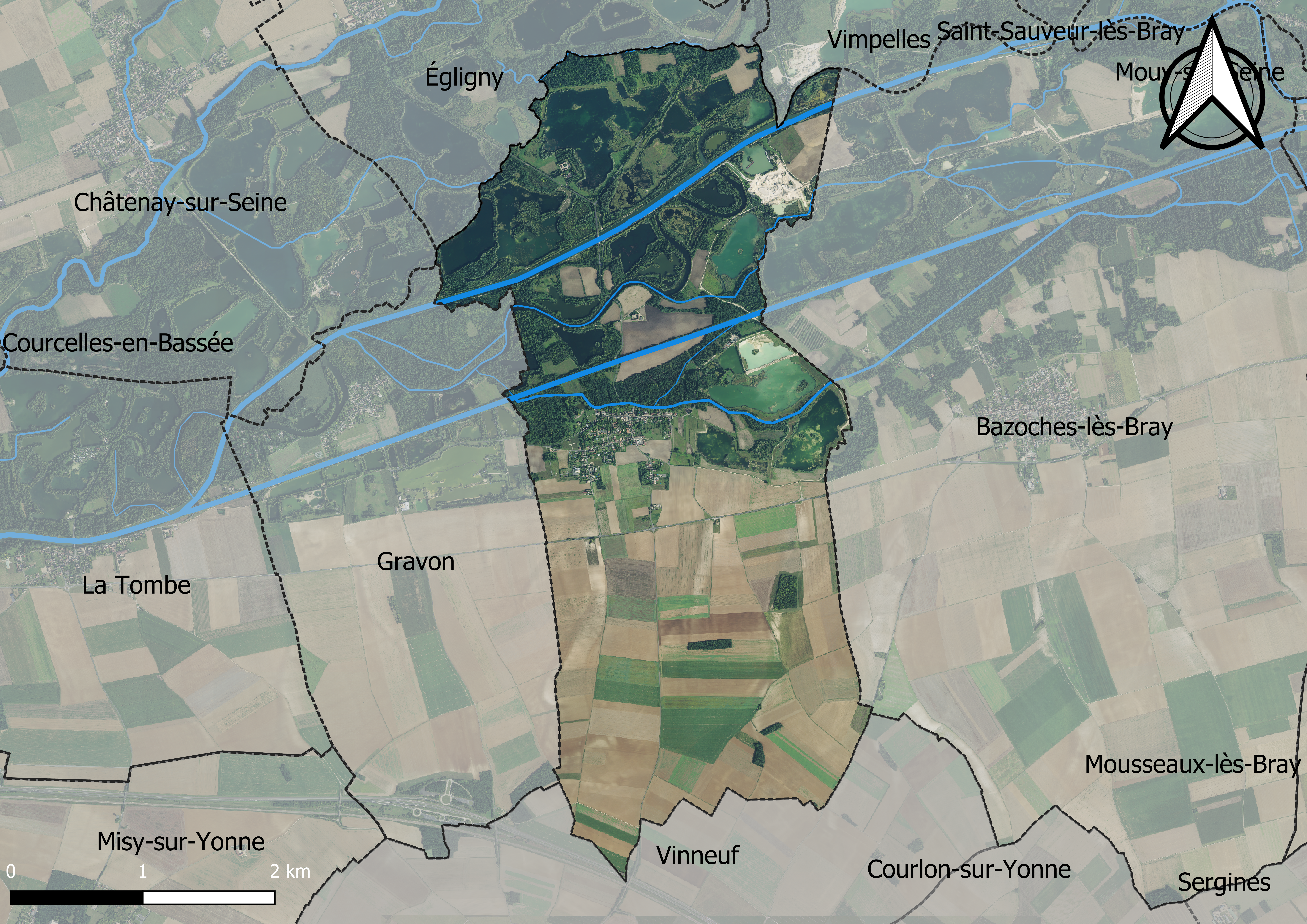
Carte orhophotogrammétrique de la commune.

### Planification
La loi SRU du 13 décembre 2000 a incité les communes à se regrouper au sein d’un établissement public, pour déterminer les partis d’aménagement de l’espace au sein d’un SCoT, un document d’orientation stratégique des politiques publiques à une grande échelle et à un horizon de 20 ans et s'imposant aux documents d'urbanisme locaux, les PLU (Plan local d'urbanisme). La commune est dans le territoire du SCOT Grand Provinois, dont le projet a été arrêté le 29 janvier 2020 et approuvé le 27 novembre 2012, porté par le syndicat mixte d’études et de programmation (SMEP) du Grand Provinois, qui regroupe les Communautés de Communes du Provinois et de Bassée-Montois, soit 82 communes.
La commune, en 2019, avait engagé l'élaboration d'un plan local d'urbanisme.

### Logement
En 2016, le nombre total de logements dans la commune était de 167, dont 99,4 % de maisons et 0,6 % d'appartements.
Parmi ces logements, 77,7 % étaient des résidences principales, 16,5 % des résidences secondaires et 5,9 % des logements vacants.
La part des ménages fiscaux propriétaires de leur résidence principale s'élevait à 91,5 %, contre 6,2 % de locataires et 2,3 % logés gratuitement.

### Voies de communication et transports
La commune est desservie par la ligne d'autocars No 3202 du réseau de bus Provinois - Brie et Seine (Fontaine-Fourches - Montereau-Fault-Yonne).

## Toponymie
Balatorim - Balatoire - Balloué - Balloy-sur-Seine.
De l’anthroponyme latin Ballus et du suffixe -cum, « domaine de Ballus »

## Histoire

### Préhistoire
Gros-Bois
Site du Néolithique moyen à Gros-Bois, qui montre une connexion entre la Bourgogne et le bassin du Rhin.
Les Réaudins
Complexe néolithique (rare association de carapace de tortue à une sépulture,), suspecté en 1985 et révélé en juin 1986 lors d'une prospection aérienne par André Heurtaux. Trois sites sont détectés, répartis en deux ensembles : « les Réaudins » et « les Terres de Citeaux » d'une part, et d'autre part « les Défriches » à environ 1 km à l'ouest du premier ensemble.
Une première campagne de décapage du site se déroule du 11 au 20 avril 1987, suivie d'une deuxième campagne du 17 août au 19 septembre 1987. Les études se poursuivent avec des campagnes de fouilles de 1 à 2 mois chaque été, dans le cadre d'un programme commencé par la Circonscription des Antiquités préhistoriques en 1987. En 1994, 50 000 m2 ont été fouillés. Le site a livré :
- une enceinte fermée à fossé interrompu d'environ 1,5 ha[52] et une fosse, attribuées à la culture de Cerny-Barboise, Néolithique moyen I, vers 3 600 av. J.C.[50] ;
- une occupation du Néolithique moyen récent, vers 3 200 av. J.C. Ces vestiges se trouvent dans un chenal comblé par des sédiments, ce qui facilite l'étude paléo-environnementale[50] ;
- des vestiges funéraires et d'habitat datés du Bronze final (environ 1 200-800 av. J.C.)[50]
- une structure de la Tène finale peut-être apparentée aux sanctuaires gaulois[50].

Éloignés de l'enceinte à fossé interrompu par des distances allant de 50 à 300 m, se trouvent 17 enclos délimités par des tronçons de fossé, les principales concentrations de monuments funéraires (type Marolles-Passy), et une cinquantaine de sépultures dont plus de la moitié associées directement aux monuments.

### Site gallo-romain du bois de Roselle
Découvert à l'occasion de repérages d'archéologie préventive dans les carrières de granulats de la Bassée, le site du bois de Roselle comprend un établissement gallo-romain clôt de 200 × 90 m occupé de la seconde moitié du Ier siècle à la fin du IIIe siècle ou au plus tard au tout début du IVe siècle. Il a peut-être aussi été occupé sporadiquement à la fin du IVe siècle ou au Ve siècle. À l’est et au sud-est se trouve un petit enclos, et quelques fossés et fosses de la première moitié du Ier siècle. à 100 m à l’est se tient un enclos et des inhumations des IIe – IIIe siècles. À 200 m au nord-est un fossé d'un enclos rituel de la Tène finale contient une incinération du Ier siècle. Et à 200 m à l'ouest se trouve un petit enclos de destination incertaine. 

Trois fosses de l'enclos principal ont livré du mobilier céramique abondant. L'architecture atypique ne donne pas d'indication claire de la destination des bâtiments. J.-M. Séguier penche pour un caractère domestique possible, avec un bâtiment mixte habitation et stockage, et des dépotoirs adjoints. Mais ce bâtiment principal pourrait aussi être un édifice cultuel, avec une des fosses servant d'exutoire pour les offrandes - cette hypothèse étant soutenue par une série abondante de vaisselle métallique et autre mobilier métallique dans deux fosses ; cependant il n'y a pas de vestiges osseux (absence probablement due à de mauvaises conditions de conservation), et l'assemblage de vaisselle ressemble aux mobiliers domestiques contemporains dans la zone de confluence Seine-Yonne. 

La céramique des trois fosses du site est datée de la seconde moitié du IIIe siècle. Elle inclut des pièces provenant des ateliers d'Argonne (Gaule de l'est ; sigillée), des ateliers de Domecy-sur-Cure et des ateliers de Gueugnon (Gaule du centre ; céramique à parois fines, métallescente). Une amphore provient d'Espagne. Des dérivés de sigillée viennent des ateliers de Jaulges-Villiers-Vineux ainsi qu'une Dragendorff 37 portant un grand ove et la plupart des gobelets à parois fines et revêtement métallescent.

## Politique et administration

### Liste des maires
| Période                                  | Période   | Identité       | Étiquette | Qualité                                                                                   |
| ---------------------------------------- | --------- | -------------- | --------- | ----------------------------------------------------------------------------------------- |
| Les données manquantes sont à compléter. |           |                |           |                                                                                           |
| avant 1995                               |           | René Monchaux  |           |                                                                                           |
|                                          |           |                |           |                                                                                           |
| mars 2001                                | juin 2020 | Rémy Anquetin  |           | Semencier Vice-président de la CC de la Bassée - Montois (2014 → 2020) Décédé en fonction |
| 2020                                     | En cours  | Pascal Camuset |           | Retraité                                                                                  |

## Équipements et services

### Eau et assainissement
L’organisation de la distribution de l’eau potable, de la collecte et du traitement des eaux usées et pluviales relève des communes. La loi NOTRe de 2015 a accru le rôle des EPCI à fiscalité propre en leur transférant cette compétence. Ce transfert devait en principe être effectif au 1er janvier 2020, mais la loi Ferrand-Fesneau du 3 août 2018 a introduit la possibilité d’un report de ce transfert au 1er janvier 2026,.

#### Assainissement des eaux usées
En 2020, la commune de Balloy ne dispose pas d'assainissement collectif,.
L’assainissement non collectif (ANC) désigne les installations individuelles de traitement des eaux domestiques qui ne sont pas desservies par un réseau public de collecte des eaux usées et qui doivent en conséquence traiter elles-mêmes leurs eaux usées avant de les rejeter dans le milieu naturel. La communauté de communes de la Bassée - Montois (CCBM) assure pour le compte de la commune le service public d'assainissement non collectif (SPANC), qui a pour mission de vérifier la bonne exécution des travaux de réalisation et de réhabilitation, ainsi que le bon fonctionnement et l’entretien des installations,.

#### Eau potable
En 2020, l'alimentation en eau potable est assurée par le syndicat de l'Eau de l'Est seine-et-marnais (S2E77) qui gère le service en régie,,.
Les nappes de Beauce et du Champigny sont classées en zone de répartition des eaux (ZRE), signifiant un déséquilibre entre les besoins en eau et la ressource disponible. Le changement climatique est susceptible d’aggraver ce déséquilibre. Ainsi afin de renforcer la garantie d’une distribution d’une eau de qualité en permanence sur le territoire du département, le troisième Plan départemental de l’eau signé, le 3 octobre 2017, contient un plan d’actions afin d’assurer avec priorisation la sécurisation de l’alimentation en eau potable des Seine-et-Marnais. A cette fin a été préparé et publié en décembre 2020 un schéma départemental d’alimentation en eau potable de secours dans lequel huit secteurs prioritaires sont définis. La commune fait partie du secteur Bassée Montois.

## Population et société

### Démographie
L'évolution du nombre d'habitants est connue à travers les recensements de la population effectués dans la commune depuis 1793. Pour les communes de moins de 10 000 habitants, une enquête de recensement portant sur toute la population est réalisée tous les cinq ans, les populations de référence des années intermédiaires étant quant à elles estimées par interpolation ou extrapolation. Pour la commune, le premier recensement exhaustif entrant dans le cadre du nouveau dispositif a été réalisé en 2007.

En 2022, la commune comptait 351 habitants, en évolution de +7,67 % par rapport à 2016 (Seine-et-Marne : +3,92 %, France hors Mayotte : +2,11 %).
| 1793 | 1800 | 1806 | 1821 | 1831 | 1836 | 1841 | 1846 | 1851 |
| ---- | ---- | ---- | ---- | ---- | ---- | ---- | ---- | ---- |
| 258  | 302  | 393  | 257  | 301  | 330  | 292  | 304  | 342  |

| 1856 | 1861 | 1866 | 1872 | 1876 | 1881 | 1886 | 1891 | 1896 |
| ---- | ---- | ---- | ---- | ---- | ---- | ---- | ---- | ---- |
| 361  | 360  | 342  | 310  | 292  | 269  | 266  | 250  | 233  |

| 1901 | 1906 | 1911 | 1921 | 1926 | 1931 | 1936 | 1946 | 1954 |
| ---- | ---- | ---- | ---- | ---- | ---- | ---- | ---- | ---- |
| 234  | 237  | 240  | 208  | 206  | 217  | 189  | 234  | 235  |

| 1962 | 1968 | 1975 | 1982 | 1990 | 1999 | 2006 | 2007 | 2012 |
| ---- | ---- | ---- | ---- | ---- | ---- | ---- | ---- | ---- |
| 246  | 197  | 194  | 223  | 298  | 358  | 340  | 337  | 319  |

| 2017 | 2022 | - | - | - | - | - | - | - |
| ---- | ---- | - | - | - | - | - | - | - |
| 327  | 351  | - | - | - | - | - | - | - |

## Économie

### Revenus de la population et fiscalité
En 2018, le nombre de ménages fiscaux de la commune était de 135, représentant 338 personnes et la médiane du revenu disponible par unité de consommation de 23 130 euros.

### Emploi
En 2017 , le nombre total d’emplois dans la zone était de 41, occupant 147 actifs résidants.
Le taux d'activité de la population (actifs ayant un emploi) âgée de 15 à 64 ans s'élevait à 75,3 % contre un taux de chômage de 6,3 %.
Les 18,4 % d’inactifs se répartissent de la façon suivante : 6,3 % d’étudiants et stagiaires non rémunérés, 7,4 % de retraités ou préretraités et 4,7 % pour les autres inactifs.

### Entreprises et commerces
- Exploitations agricoles, carrières, sablières.

En 2018, le nombre d'établissements actifs était de 16 dont 3 dans l’industrie manufacturière, industries extractives et autres, 2 dans la construction, 6 dans le commerce de gros et de détail, transports, hébergement et restauration, 3 dans les activités spécialisées, scientifiques et techniques et activités de services administratifs et de soutien, 1 dans l’administration publique, enseignement, santé humaine et action sociale et 1 était relatif aux autres activités de services.
En 2019,  4 entreprises ont été créées sur le territoire de la commune, dont 3 individuelles.
Au 1er janvier 2020, la commune ne disposait pas d’hôtel et de terrain de camping.

## Culture locale et patrimoine

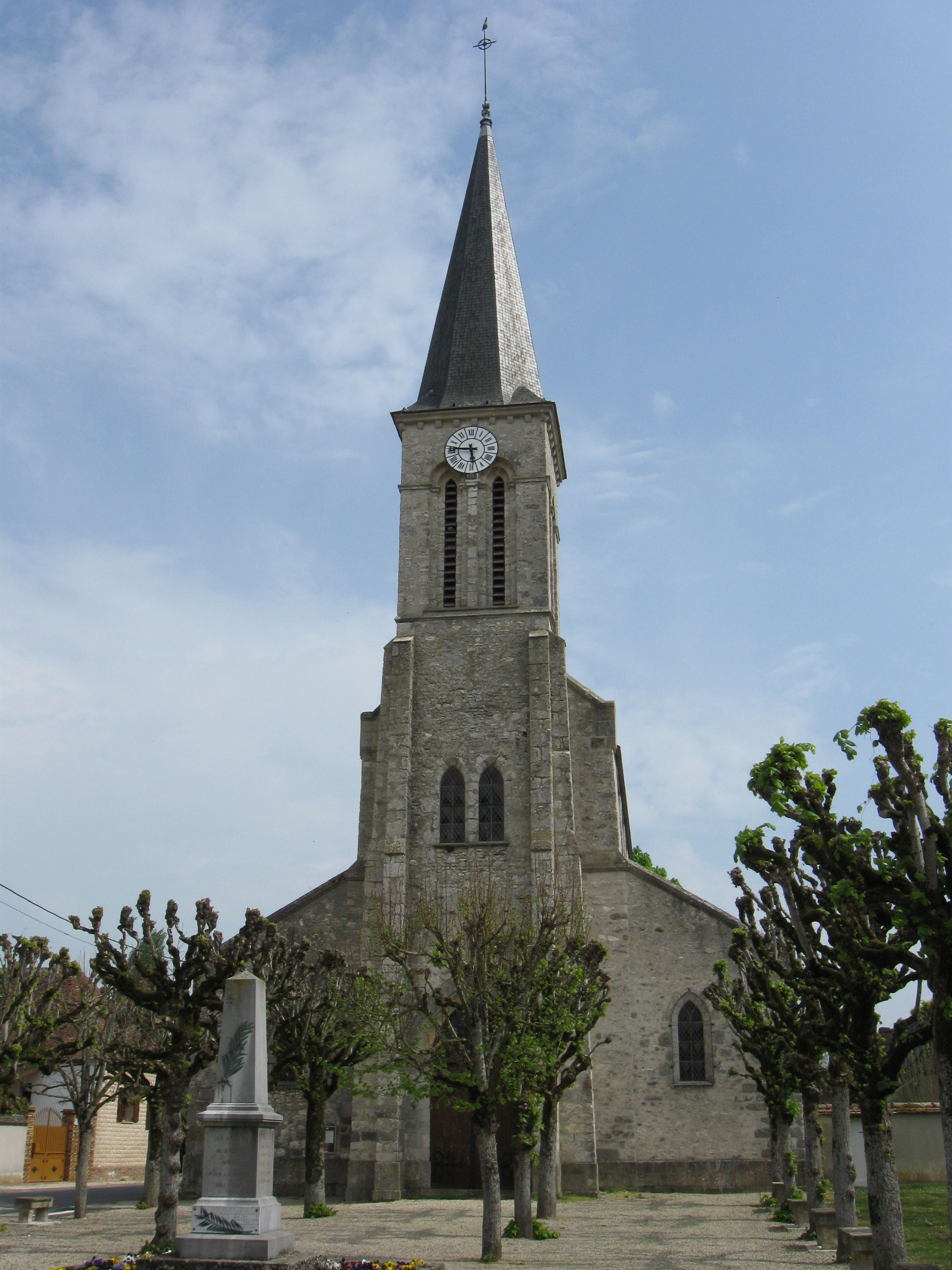
L'église Saint-Héracle.

### Lieux et monuments
- Église dédiée à saint Héracle, XXe siècle.
- Néolithique : enceinte des Réaudins (Groupe de Cerny).

### Héraldique
| Blason de Balloy | Blason  | Tiercé en pairle renversé: au 1 de gueules à deux cygnes d'argent nageant l'un au-dessus de l'autre, celui du chef contourné, au 2 d'or à un crosseron de sable, au 3 d'argent à la fasce ondée haussée d'azur accompagnée en pointe d'une trangle du même et à un arbre de sinople brochant sur les deux fasces. |
| Blason de Balloy | Détails | Créé par JF Binon. Blason sur le site de la commune, 2025. |

### Personnalités liées à la commune
- Nicolas Jacquemin (1736-1819), évêque constitutionnel de Guyane, y fut prêtre catholique romain à la fin de sa vie.